# Tr2型蒸汽机车
TR2型蒸汽机车是二战结束后由美国提供给芬兰的一款蒸汽机车。战争结束后芬兰由于战争赔款和国内原料短缺，无法制造机车，所以机车不得不从国外获得。美国向芬兰提供了20台机车的零件，然后组装于VR赫尔辛基车间。杜鲁门机车昵称指的是当时的美国总统哈里·S·杜鲁门总统。

## 车辆保存
1319号机车保存在海文卡芬兰铁路博物馆。